# Micrablepharus
Genre
Micrablepharus est un genre de sauriens de la famille des Gymnophthalmidae.

## Répartition
Les deux espèces de ce genre se rencontrent en Amérique du Sud.

## Description
Ce sont des reptiles diurnes et ovipares ; ils sont assez petits avec des pattes avant presque atrophiées.

## Liste des espèces
Selon The Reptile Database (20 novembre 2012) :
- Micrablepharus atticolus Rodrigues, 1996
- Micrablepharus maximiliani (Reinhardt & Lütken, 1862)

## Publication originale
- Boettger, 1885 : Liste von Reptilien und Batrachiern aus Paraguay. Zeitschrift für Naturwissenschaften (Halle), vol. 58, p. 213-248 (texte intégral).